# Macrocera arcuata
Macrocera arcuata är en tvåvingeart som beskrevs av Mitsuhiro Sasakawa 1966. Macrocera arcuata ingår i släktet Macrocera och familjen platthornsmyggor.
Artens utbredningsområde är Taiwan. Inga underarter finns listade i Catalogue of Life.